# 木衛七十
木衛七十（Jupiter LXX），最初稱為S/2017 J 9，是木星外層的一顆天然衛星。它是史考特·雪柏領導的團隊在2017年發現的，但直到2018年7月17日才通過小行星中心的小行星電子通告宣佈。它的直徑約為3公里，軌道的半長軸約為21,487,000公里，傾角約為152.7°。它屬於阿南刻群。